# Lækre til vi dør
|  | Denne artikel er oprettet af botten PalnaBot ud fra en ekstern database. Den kan derfor have sproglige fejl eller mangler. Denne skabelon kan fjernes efter kontrol af indholdet. |

Lækre til vi dør er en kortfilm instrueret af Marie Grahtø Sørensen efter manuskript af Eini Carina Grønvold, Marie Grahtø Sørensen.

## Handling
Slyngveninderne Kimmi, Sally og Nancy gemmer sig på deres gymnasium efter lukketid for at feste. Kimmi er vampyr og forelsket i Sally, men hvad er »rigtig sex« og hvor går begærets grænser? Det bliver en nat med sne i gymnastiksalen, blod der løber og drømmen om at være Lækre til vi dør!